# Lew Pollack
Lew Pollack, född 16 juni 1896, död 18 januari 1946, var en amerikansk kompositör och sångtextförfattare. Han blev 1970 invald till Songwriters' Hall of Fame.

## Fotnoter
1. 1 2  Internet Movie Database, IMDb-ID: nm0689397co0047972, läst: 12 augusti 2015.[källa från Wikidata]
2. 1 2  SNAC, SNAC Ark-ID: w64n13m9, läs online, läst: 9 oktober 2017.[källa från Wikidata]
3. 1 2  Internet Broadway Database, Internet Broadway Database person-ID: 12254, läst: 9 oktober 2017.[källa från Wikidata]
4. ↑  Musicalics, Musicalics kompositörs-ID: 93983, läst: 5 april 2022.[källa från Wikidata]
5. ↑  Songwriters Hall of Fame-ID: Lew_Pollack, läst: 29 juni 2020.[källa från Wikidata]